# (8926) Abemasanao
(8926) Abemasanao ist ein Asteroid des äußeren Hauptgürtels, der am 20. Dezember 1996 vom japanischen Amateurastronomen Takao Kobayashi am Oizumi-Observatorium (IAU-Code 411) in Ōizumi in der Präfektur Gunma entdeckt wurde.
Benannt wurde er am 10. November 2003 nach dem japanischen Astronomen Masanao Abe (* 1967), der mit der Entwicklung des NIRS–Infrarot-Spektrometers zum Erfolg der Raumsonde Hayabusa beitrug.
Der Asteroid gehört zur Themis-Familie, einer Gruppe von Asteroiden, die nach (24) Themis benannt wurde.